# Distrikt Yanatile
Der Distrikt Yanatile liegt in der Provinz Calca in der Region Cusco in Südzentral-Peru. Der Distrikt wurde am 18. Mai 1982 gegründet. Er hat eine Fläche von 1993 km². Beim Zensus 2017 wurden 8590 Einwohner gezählt. Im Jahr 1993 lag die Einwohnerzahl bei 8158, im Jahr 2007 bei 10.959. Sitz der Distriktverwaltung ist die auf einer Höhe von 1357 m am rechten Flussufer des Río Yanatile gelegene Kleinstadt Quebrada Honda mit 2433 Einwohnern (Stand 2017). Quebrada Honda liegt 100 km nordnordwestlich der Regionshauptstadt Cusco.

## Geographische Lage
Der Distrikt Yanatile erstreckt sich über den nördlichen Teil der Provinz Calca. Die Flüsse Río Yanatile und Río Mapacho, beides rechte Nebenflüsse des Río Urubamba, entwässern das Gebiet in nordwestlicher Richtung. Zwischen den beiden Flussläufen sowie entlang der nordöstlichen Distriktgrenze verlaufen Gebirgskämme der peruanischen Ostkordillere.
Der Distrikt Yanatile grenzt im Westen an den Distrikt Ocobamba, im Norden an den Distrikt Quellouno, im Nordosten an den Distrikt Manu (Provinz Madre de Dios), im Osten an den Distrikt Kosñipata (Provinz Paucartambo), im Südosten an den Distrikt Challabamba (ebenfalls in der Provinz Paucartambo) sowie im Süden an den Distrikt Lares.